# Sadeler

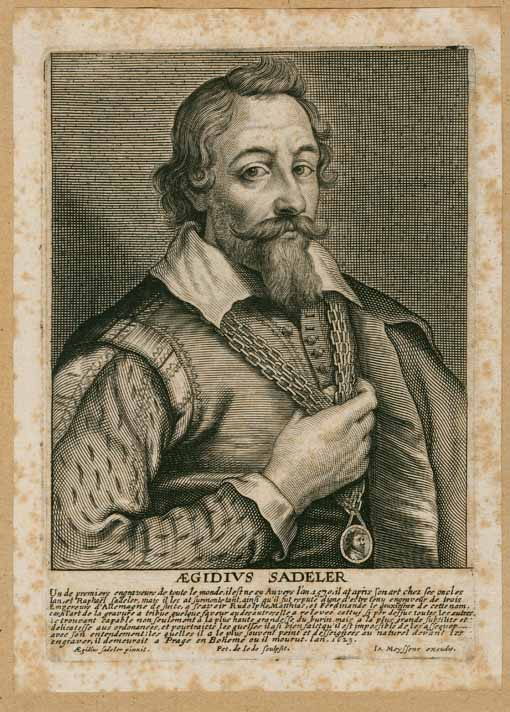
Egidius Sadeler kopergraveur

Sadeler of Saedeler was een Zuid-Nederlandse familie van damasceerders, graveurs en prenthandelaars in de 16e en 17e eeuw. Ze zwierven uit naar Holland, Praag, Wenen, München en Venetië.

## Stamboom
- Josse Saedeler, damasceerder uit Aalst
  - Jan de Saeyeleer, damasceerder in Brussel
    - Jan Sadeler (I) (1550-1600), graveur-illustrator in Antwerpen, München en Venetië
      -  Josse Sadeler (ca. 1583-1620), graveur en prenthandelaar in Leiden 

    - Raphaël Sadeler (I) (1561-1628), graveur en prenthandelaar in München
      - Raphaël Sadeler (II) (ca. 1584-1632), graveur en prenthandelaar in München
      - Jan Sadeler (II) (1588-na 1665), graveur in München
      -  Filip Sadeler, graveur en prenthandelaar in Venetië ca. 1600

    -  Gillis Sadeler (I) (ca. 1560-1629), prenthandelaar en -uitgever in Praag

  -  Emmanuel Saedeler van Welle, damasceerder
    - Gillis Sadeler (II) (1570-1629), graveur
    -  Emmanuel Sadeler, damasceerder van de hertog van Beieren	
      -  Daniël Sadeler († 1632)
        -  Marcus Christoph Sadeler (1614-na 1650)

Twee personen behoorden waarschijnlijk ook tot de familie maar vallen moeilijk te plaatsen: Marco Sadeler (drukker-uitgever te Haarlem ca. 1586-1587) en de graveur Tobias Sadeler (Praag, ca. 1641 – Wenen, 1679).